# Ruster Bucht

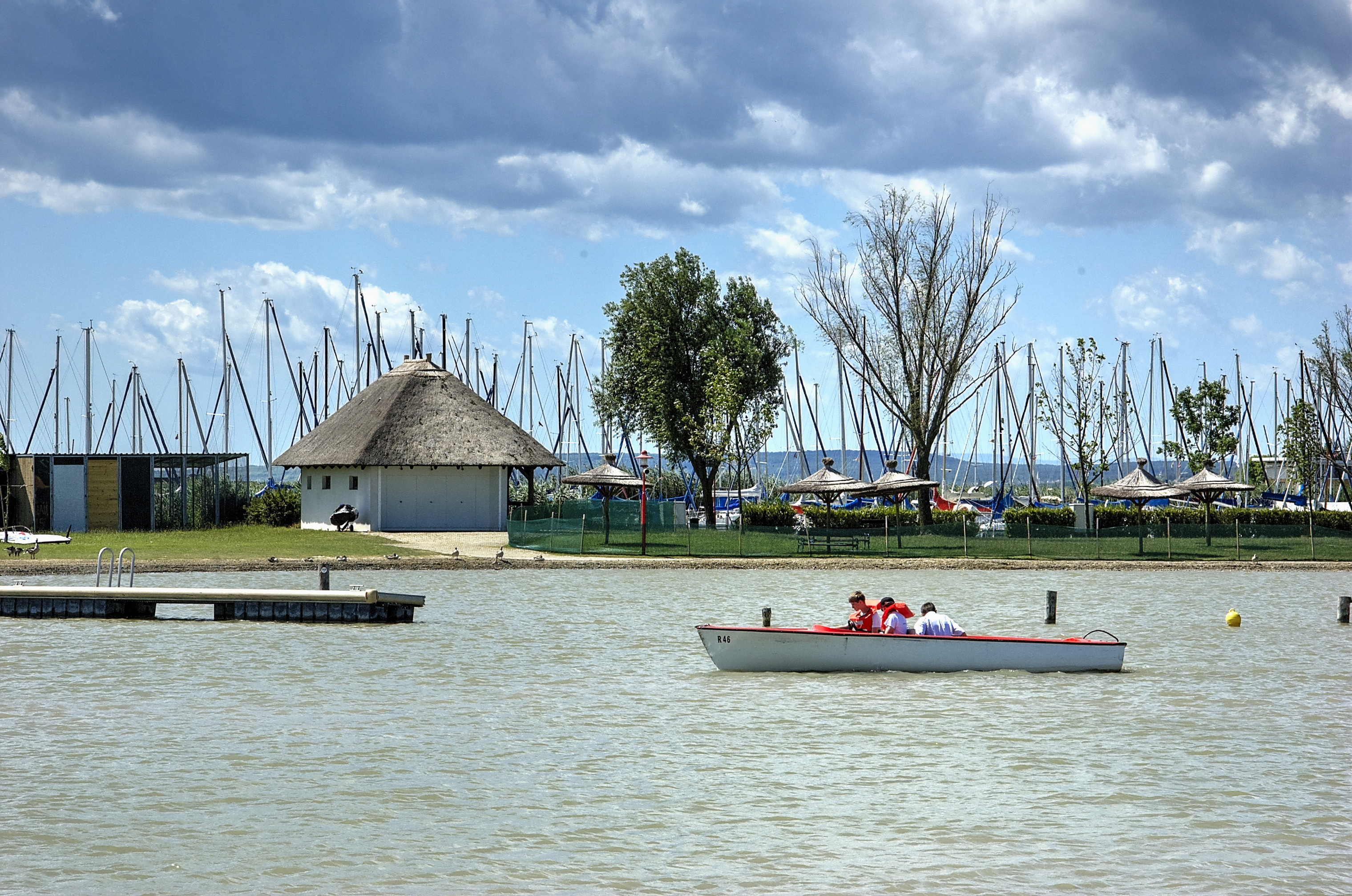
Segeln in Rust am See (2016)

Die Ruster Bucht ist eine im Schilfgürtel des Neusiedler Sees liegende Insellandschaft östlich von Rust. Vorgelagert befindet sich die eigentliche Bucht, eine schilflose Zone im Schilfgürtel des Sees.

## Gliederung
Die vor allem touristisch genutzte Bucht gliedert sich in mehrere Teile, in deren Zentrum das Seebad Rust liegt. Im Südwesten schließt das Storchencamp Rust an und im Nordwesten die Wochenendsiedlung Romantika. Zur Bucht zählen weiters die umfangreichen Hafenanlagen und über 400 Badehütten am Schilfgürtel, zumeist Pfahlbauten aus Holz mit etwa 20 Quadratmetern Wohnfläche, die sich weit nach Norden und Süden erstrecken.

## Geschichte
Die Ruster Bucht wurde ab den 1960er Jahren touristisch erschlossen und in der Folge immer weiter ausgebaut, sodass von der Freizeitanlage heute eine erhebliche Beeinträchtigung des ökologischen Gefüges ausgeht. Die Ruster Bucht ist die erste und zugleich auch die bedeutendste Einrichtung direkt am See; sie war Vorbild für zahlreiche weitere Anlagen wie das Refugium in Neusiedl, die Campingstraße in Podersdorf, die Campingplätze am Zicksee und in Weiden sowie die Weinbergsiedlung in Donnerskirchen, die alle in den späten 1960er Jahren errichtet wurden. In den 1970er Jahren buhlten zunehmend auch Bauträger um die Errichtung derartiger Freizeitsiedlungen. Mit der Inselwelt Jois und der Seeparksiedlung Oggau setzt sich diesen Trend auch 3. Jahrtausend fort.

## Kanäle
Die Ruster Bucht ist vom Festland mittels einer rund einen Kilometer langen Straße erreichbar. Daneben existieren aber noch zwei Kanäle, die die Stadt Rust mit der Bucht verbinden: Ein schmaler Kanal nördlich der Straße, der nur von kleinen Booten befahren werden kann und ein großer Kanal südlich der Straße, der auch von Ausflugschiffen oder Segelbooten benutzt wird.